# Théorie des matrices

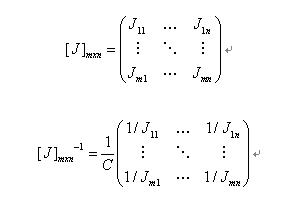
Schéma.

La théorie des matrices est une branche des mathématiques qui concerne l'étude des matrices. À l'origine, la théorie des matrices était considérée comme une branche secondaire de l'algèbre linéaire, mais s'agrandit pour bientôt couvrir des sujets relatifs à la théorie des graphes, à l'algèbre, à la combinatoire et aux statistiques.
Les matrices sont maintenant utilisées pour de multiples applications et servent notamment à représenter les coefficients des systèmes d'équations linéaires ou à représenter les applications linéaires ; dans ce dernier cas, les coordonnées d'un vecteur sont représentées par une matrice colonne.

## Histoire
L'étude des matrices est tout à fait ancienne. Les carrés latins et les carrés magiques ont été étudiés depuis très longtemps. Gottfried Wilhelm Leibniz, l'un des deux fondateurs de l'analyse, a développé la théorie des déterminants en 1693 pour faciliter la résolution des équations linéaires. Cramer a approfondi cette théorie, en présentant la méthode de Cramer en 1750. Dans les années 1800, la méthode d'élimination de Gauss-Jordan fut mise au point. Ce fut James Sylvester qui utilisa pour la première fois le terme « matrice » en 1850, pour désigner un tableau de nombres.
En 1855, Arthur Cayley introduisit la matrice comme représentation d'une transformation linéaire. Cette période a été considérée comme le début de l'algèbre linéaire et de la théorie des matrices, développée entre autres par Cayley, Hamilton, Grassmann, Frobenius et von Neumann.
En 1925, Werner Heisenberg redécouvre le calcul matriciel en fondant une première formulation de ce qui allait devenir la mécanique quantique.

## Introduction élémentaire
Une matrice est un tableau rectangulaire de nombres. Une matrice peut être identifiée à une application linéaire entre deux espaces vectoriels de dimension finie. Ainsi la théorie des matrices est habituellement considérée comme une branche de l'algèbre linéaire. Les matrices carrées jouent un rôle particulier, parce que l'ensemble des matrices d'ordre n (n entier naturel non nul donné) possède des propriétés de « stabilité » des opérations.

## Applications
En théorie des probabilités et en statistique, les concepts de matrice stochastique et de matrice doublement stochastique sont des outils importants pour étudier les processus stochastique. L'idée centrale de l'algorithme PageRank utilisé par Google est d'évaluer une énorme matrice stochastique. Un autre concept important est celui de matrice de corrélation.
Les matrices définies positives apparaissent dans la recherche de maximum et minimum de fonctions à valeurs réelles, et à plusieurs variables.
En théorie des graphes, à tout graphe non orienté correspond une matrice d'adjacence. Une matrice de permutation est une matrice qui représente une permutation ; matrice carrée dont les coefficients sont 0 ou 1, avec un seul 1 dans chaque ligne et chaque colonne. Ces matrices sont utilisées en combinatoire. On appelle matrice d'un graphe la matrice indiquant dans la ligne i et la colonne j le nombre d'arêtes reliant le sommet i au sommet j. Dans un graphe non orienté, la matrice est symétrique. La somme des éléments d'une colonne permet de déterminer le degré d'un sommet. La matrice {\displaystyle M^{n}} indique dans la ligne i et la colonne j le nombre de chemins à n arêtes joignant le sommet i au sommet j.
L'imagerie numérique nécessite de lourds calculs matriciels.
En théorie des codes, l'étude d'un espace vectoriel fini amène naturellement à étudier et à utiliser des matrices dont les coefficients ne sont plus des nombres réels ou complexes mais des éléments d'un corps fini.
La notion de module sur un anneau est une généralisation de celle d'espace vectoriel sur un corps. On est ainsi amené à étudier les matrices à coefficients dans un anneau. En particulier, les matrices à coefficients dans un anneau de polynômes sont utilisées en automatique.

## Théorèmes utiles
Parmi les théorèmes utiles, le théorème de Cayley-Hamilton s'applique aux anneaux commutatifs, la forme normale de Smith s'applique aux anneaux principaux et beaucoup d'autres ne s'appliquent qu'aux matrices réelles ou complexes.
- Théorème de Cayley-Hamilton
- Réduction de Jordan
- Décomposition LU
- Décomposition QR
- Trigonalisation
- Décomposition en valeurs singulières
- Forme normale de Smith